# 6-я дивизия подводных лодок
6-я дивизия подводных лодок (6 ДиПЛ) — соединение подводных лодок Северного флота СССР и России, существовавшее в 1978—1995 годах. 6-я дивизия создавалась для обеспечения службы во многих смыслах уникальных подводных лодок проекта 705(К), а в дальнейшем вводила в строй и эксплуатировала подводные лодки проектов 945, 945А, 678. Базировалась на губу Большая Лопаткина (Западная Лица), в 1991 году передана из 1-й флотилии в 9-ю эскадру подводных лодок и переведена в Видяево, а в 1995 году была объединена с 7-й дивизией подводных лодок и прекратила существование.

## История

АПЛ проекта 705.
Водоизмещение 3080 т,
скорость до 41 узла,
экипаж 32 человека.

Опыт эксплуатации головной титановой автоматизированной скоростной подводной лодки К-64 проекта 705, входившей в состав 3-й дивизии подводных лодок, показал, что обслуживание и боевое применение подобных кораблей имеет множество особенностей, требующих специального подхода. В этой связи Генштаб ВМФ посчитал целесообразным создать специально для этих кораблей отдельное соединение, которым и стала 6-я дивизия подводных лодок.
6-я дивизия была образована в составе 1-й флотилии подводных лодок на основании директивы Генштаба ВМФ от 2 марта 1978 года. Формирование управления дивизии закончено к 1 августа того же года. Из 33-й дивизии подводных лодок была передана свежепостроенная АПЛ К-123 и её экипажи. Для базирования штаба и сменных экипажей имелась плавказарма, для обеспечения подводных лодок энергоносителями использовалось несамоходное рейдовое энергетическое судно РЭС-417 проекта 813М, для ремонтных работ предназначалась плавмастерская. В 1978—1981 годах в состав 6-й ДиПЛ вошли все шесть серийных подводных лодок проектов 705 и 705К, а также четыре сменных экипажа для них (46-й и 313-й экипажи АПЛ проекта 705, 168-й и 537-й экипажи АПЛ проекта 705К) и два технических экипажа — 32-й для обслуживания АПЛ проекта 705К и 521-й для обслуживания АПЛ проекта 705.
- 46-й экипаж был переформирован из второго экипажа головной АПЛ К-64 и являлся вторым экипажем К-373.
- 168-й экипаж являлся вторым экипажем К-123, он вторым из экипажей дивизии, после первого экипажа К-123, сдал все учебные задачи и стал боеготовым, до осени 1982 года он являлся одним из наиболее подготовленных экипажей, совершил четыре боевых службы — по одной на К-123 и К-432 и две на К-493. Был расформирован в 1984 году в связи с аварией К-123 и постановкой её в долгосрочный ремонт с заменой реакторного отсека[2].
- 313-й экипаж являлся вторым экипажем К-316.
- 537-й экипаж единственный не был приписан к конкретному кораблю и выходил в море на всех трёх лодках проекта 705К.

Технические экипажи подводной лодки (ТЭПЛ) имели большую численность, около 250 человек каждый, позднее они были сперва неофициально, а с 1982 года — официально, переформированы в шесть ТЭПЛ меньшего размера (592-й — 597-й), приписанных каждый к конкретной лодке и подчинявшихся командирам основных экипажей своих кораблей. К 1991 году все эти технические и дополнительные экипажи были расформированы, а основные экипажи занимались обеспечением живучести списанных кораблей. В 1992 году для выходящей из ремонта К-123 был сформирован сменный 632-й экипаж.
| Наименование | Проект | Зав. №    | Период в строю | Дополнительные экипажи   | Дальнейшая служба    |
| ------------ | ------ | --------- | -------------- | ------------------------ | -------------------- |
| К-123        | 705К   | 105       | 1977—1992      | 168-й, 632-й, 595-й ТЭПЛ | Передана в 33-ю ДиПЛ |
| К-316        | 705    | 905/01675 | 1978—1988      | 313-й, 592-й ТЭПЛ        | Передана в 17-ю ДиПЛ |
| К-432        | 705К   | 106       | 1979—1991      | 596-й ТЭПЛ               | Переданы в 33-ю ДиПЛ |
| К-373        | 705    | 910/01680 | 1980—1991      | 46-й, 593-й ТЭПЛ         | Переданы в 33-ю ДиПЛ |
| К-493        | 705К   | 107       | 1981—1991      | 597-й ТЭПЛ               | Переданы в 33-ю ДиПЛ |
| К-463        | 705    | 915/01685 | 1982—1991      | 594-й ТЭПЛ               | Переданы в 33-ю ДиПЛ |

В 1981—1982 годах 6-я дивизия пополнилась пятью новейшими многоцелевыми подводными лодками проекта 671РТМ, включая головной корабль К-524 и перешедшую с Тихоокеанского флота К-255, но в том же 1982 году эти лодки были переданы 33-й ДиПЛ, а взамен 6-я ДиПЛ получила четыре корабля проекта 671РТ, тоже не задержавшихся в составе — в 1985 году все АПЛ проекта 671РТ собрала в своём составе формирующаяся 24-я ДиПЛ.
| Наименование | Проект         | Зав. № | Предыдущая служба     | Период в строю | Дальнейшая служба                               |
| ------------ | -------------- | ------ | --------------------- | -------------- | ----------------------------------------------- |
| К-524        | 671РТМ «Щука»  | 01636  | Переданы из 33-й ДиПЛ | 1981—1982      | Переданы в 33-ю ДиПЛ                            |
| К-254        | 671РТМ «Щука»  | 01638  | Переданы из 33-й ДиПЛ | 1981—1982      | Переданы в 33-ю ДиПЛ                            |
| К-502        | 671РТМ «Щука»  | 01641  | Переданы из 33-й ДиПЛ | 1981—1982      | Переданы в 33-ю ДиПЛ                            |
| К-527        | 671РТМ «Щука»  | 01643  | Переданы из 33-й ДиПЛ | 1982           | Переданы в 33-ю ДиПЛ                            |
| К-255        | 671РТМ «Щука»  | 296    | Переданы из 33-й ДиПЛ | 1982—1983      | Переданы в 33-ю ДиПЛ                            |
| К-495        | 671РТ «Сёмга»  | 01621  | Переданы из 33-й ДиПЛ | 1982—1985      | Переданы в 24-ю ДиПЛ                            |
| К-387        | 671РТ «Сёмга»  | 801    | Переданы из 33-й ДиПЛ | 1982—1985      | Переданы в 24-ю ДиПЛ                            |
| К-371        | 671РТ «Сёмга»  | 802    | Переданы из 33-й ДиПЛ | 1982—1985      | Переданы в 24-ю ДиПЛ                            |
| К-467        | 671РТ «Сёмга»  | 803    | Переданы из 33-й ДиПЛ | 1982—1985      | Переданы в 24-ю ДиПЛ                            |
| К-414        | 671РТМК «Щука» | 01695  | Построены (ЛАО)       | 1991—1994      | При расформировании дивизии переданы в 7-ю ДиПЛ |
| К-448        | 671РТМК «Щука» | 01696  | Построены (ЛАО)       | 1992—1994      | При расформировании дивизии переданы в 7-ю ДиПЛ |

| Наименование       | Проект          | Зав. № | Место постройки   | Период в строю | Дальнейшая служба                               |
| ------------------ | --------------- | ------ | ----------------- | -------------- | ----------------------------------------------- |
| К-278 «Комсомолец» | 685 «Плавник»   | 510    | «Севмаш»          | 1984—1989      | Погибла в Норвежском море                       |
| К-239              | 945 «Барракуда» | 3001   | «Красное Сормово» | 1984—1994      | При расформировании дивизии переданы в 7-ю ДиПЛ |
| К-276              | 945 «Барракуда» | 3002   | «Красное Сормово» | 1987—1994      | При расформировании дивизии переданы в 7-ю ДиПЛ |
| К-534              | 945А «Кондор»   | 3003   | «Красное Сормово» | 1990—1994      | При расформировании дивизии переданы в 7-ю ДиПЛ |
| К-336              | 945А «Кондор»   | 3004   | «Красное Сормово» | 1990—1994      | При расформировании дивизии переданы в 7-ю ДиПЛ |

К-278 «Комсомолец».
Водоизмещение 8500 т,
глубина погружения до 1000 м,
экипаж 60 человек

АПЛ проекта 945 «Барракуда».
Водоизмещение 9600 т,
глубина погружения 550 м,
экипаж 61 человек.

АПЛ проекта 945А «Кондор».
Водоизмещение 10400 т,
глубина погружения 600 м,
экипаж 65 человек.

В 1984—1989 годах 6-я дивизия приняла от промышленности, освоила, ввела в строй и эксплуатацию титановые подводные лодки 3-го поколения — глубоководную К-278 «Комсомолец» проекта 678, а также две лодки проекта 945. Для их эксплуатации кроме штатных экипажей были сформированы 582-й экипаж АПЛ проекта 945 и 604-й экипаж АПЛ проекта 685, а для обслуживания в базе — 112-й технический экипаж АПЛ проекта 945, превышавший по численности «боевой» экипаж корабля. 
В 1984—1988 годах на базе 6-й ДиПЛ были сформированы три экипажа для строящихся АПЛ проекта 971: основные экипажи К-480 (командир — С. В. Ефременко), К-317 (командир — В. В. Михальчук), а также 615-й экипаж АПЛ (командир — А. С. Наружный). В феврале 1989 года эти экипжажи были переданы в состав 24-й ДиПЛ.
В 1989 году К-278 «Комсомолец» с 604 экипажем на борту погибла в Норвежском море в результате пожара, погибли 42 человека из 69. Летом того же года 604-й экипаж был расформирован, а в 1990 году — расформировали и основной экипаж К-278.
В 1991 году 6-я дивизия переведена в состав 9-й эскадры подводных лодок и перебазирована в Видяево, при этом все АПЛ проекта 705(К), к тому моменту уже выведенные из боевого состава, были оставлены в Западной Лице и переданы 33-й дивизии подводных лодок. Несмотря на отсутствие проблем с жильём на новом месте при перебазировании дивизия потеряла почти 60 % личного состава из-за нежелания подводников и их семей покидать обжитый Заозёрск.
В 1991—1992 году в состав 6-й дивизии вошли К-414 и К-448 проекта 671РТМК, последние и наиболее совершенные корабли своей серии. Также от промышленности были приняты Б-534 (1991 год) и Б-336 (1994 год) проекта 945А «Кондор». Введение в строй Б-336 потребовало преодоления множества проблем, вызванных упадком промышленности в начале 1990-х. Для эксплуатации кораблей был сформирован 284-й экипаж АПЛ проекта 945А.
В 1994 году 9-я эскадра и 6-я дивизия подводных лодок были расформированы, в результате чего к двум лодкам в составе 7-й дивизии добавились шесть лодок 6-й дивизии проектов 671РТМК, 945 и 945А. Первоначально планировалось объединение «под флагом» 6-й дивизии, но так как 7-я дивизия была образована раньше, то оставили её, переподчинив 1-й флотилии подводных лодок.
Контр-адмирал М. Ю. Кузнецов, последний командир 6-й ДиПЛ, принявший командование 7-й ДиПЛ после объединения, вспоминает, что решение о сохранении 7-й дивизии принималось её бывшими командирами, занимавшими на тот момент высокие должности в руководстве флота.

## Командиры
- 1978—1982: Волков Виктор Яковлевич.
- 1982—1985: Фалеев, Олег Михайлович.
- 1985—1988: Прусаков Владимир Тимофеевич.
- 1988—1991: Шкирятов Олег Тимофеевич.
- 1991—1994: Кузнецов Михаил Юрьевич — в 1994—2002 годах командовал 7-й дивизией ПЛ.